# Goniometrie
Goniometrie, trigonometrie (Oudgrieks: τρεῖς (treis), drie, γωνία (gōnia), hoek en μετρεῖν (metrein), meten) of driehoeksmeetkunde is een tak van de wiskunde die zich bezighoudt met driehoeken en in het bijzonder de oorspronkelijk op driehoeken gebaseerde goniometrische functies zoals sinus (sin), cosinus (cos) en tangens (tan). Dit is een basisvak van de vlakke meetkunde, omdat alle andere vormen die door rechte lijnen worden ingesloten, opgebouwd kunnen worden uit driehoeken.
De goniometrie kent vele toepassingen, onder andere bij de driehoeksmeting.

## De goniometrische cirkel
Een goniometrische cirkel of eenheidscirkel is een cirkel met als middelpunt de oorsprong van het assenstelsel en een straal met lengte 1. De voerstraal naar een punt P op de cirkel maakt een hoek {\displaystyle \alpha } met de {\displaystyle x}-as. De sinus van deze hoek, {\displaystyle \sin(\alpha )}, is gelijk aan de {\displaystyle y}-coördinaat van het punt P. De cosinus van de hoek, {\displaystyle \cos(\alpha )}, is gelijk aan de {\displaystyle x}-coördinaat van het punt P. Hieruit volgt dat de cosinus van {\displaystyle \alpha } gelijk is aan de sinus van het complement van {\displaystyle \alpha }, wat de naam cosinus ("complementaire sinus" of "complementsinus") verklaart.
Als punt P de cirkel doorloopt zullen de waarden van {\displaystyle \cos(\alpha )} en {\displaystyle \sin(\alpha )} de waarden doorlopen uit het interval [−1,1].
Ook andere goniometrische getallen krijgen een meetkundige betekenis op de eenheidscirkel. De tangens, gewoonlijk rekenkundig gedefinieerd als het quotiënt van sinus en cosinus, is onder meer ook gelijk aan de {\displaystyle y}-coördinaat van het snijpunt van de voerstraal met de rechter verticale raaklijn aan de cirkel ({\displaystyle x=1}). De cotangens is gelijk aan het omgekeerde van de tangens, maar is ook de {\displaystyle x}-coördinaat van het snijpunt van de voerstraal met de bovenste horizontale raaklijn aan de cirkel ({\displaystyle y=1}). Gelijkaardige constructies leveren de secans (de reciproke van de cosinus) en de cosecans (de reciproke van de sinus).
Met behulp van de goniometrische cirkel kan de hoekeenheid radiaal afgeleid worden: 1 (één) radiaal is de hoek waarbij de booglengte gelijk is aan de straal ({\displaystyle =180^{\circ }\!/\pi }, is gelijk aan ruim 57°). De booglengte tussen twee punten op de goniometrische cirkel is de absolute waarde van de hoek, uitgedrukt in radialen,  tussen de voerstralen naar deze punten.
Tegenwijzerzin is de positieve oriëntatiezin op een goniometrische cirkel. Een hoek gemeten in tegenwijzerzin vanaf het beginbeen tot eindbeen heeft dan een positieve waarde. Meet men in wijzerzin dan heeft de hoek een negatieve waarde.

## Geschiedenis
Griekse wetenschappers raakten voor het eerst geïnteresseerd in goniometrische getallen vanuit de praktische noodzaak van sterrenkundige berekeningen. Het belangrijkste Griekse leerboek over astronomie waar we vandaag nog over beschikken, is dat van Ptolemaeus, het best bekend onder de titel van de Arabische vertaling Almagest. Bij Ptolemaeus is de schijnbare beweging van een hemellichaam het resultaat van de samenstelling van de dagelijkse rotatie van de hemelkoepel en de jaarlijkse omwenteling van de zon rond de aarde. Om die samenstelling uit te rekenen heeft hij de lengte van de koorde van een hoek nodig; in moderne terminologie is dat het dubbel van de sinus van de halve hoek, vermenigvuldigd met de straal van de cirkel die bij Ptolemaeus gestandaardiseerd wordt op 60 naar Babylonisch voorbeeld.
Ook in de Chinese traditie, vastgelegd in het boek Zhoubi Suanjing, ligt de sterrenkunde aan de basis van de goniometrie.

## Relaties tussen hoeken
Met behulp van de cirkel worden de volgende relaties zichtbaar:
{\displaystyle \sin(-\alpha )=-\sin \alpha }
{\displaystyle \cos(-\alpha )=\cos \alpha }
{\displaystyle \cos(\alpha )=\sin \left({\frac {\pi }{2}}-\alpha \right)}
De tangens van een hoek is gedefinieerd als de verhouding tussen {\displaystyle \sin \alpha } en {\displaystyle \cos \alpha }, dus:
{\displaystyle \tan \alpha ={\frac {\sin \alpha }{\cos \alpha }}}
zodat:
{\displaystyle \tan(-\alpha )=-\tan \alpha }
Uit de stelling van Pythagoras volgt de grondformule van de goniometrie:
{\displaystyle \sin ^{2}\alpha +\cos ^{2}\alpha =1}
Cotangens (cot), secans (sec) en cosecans (csc) zijn de reciproque functies van respectievelijk: de tangens, cosinus en de sinus.
{\displaystyle \cot \alpha ={\frac {1}{\tan \alpha }}}
{\displaystyle \sec \alpha ={\frac {1}{\cos \alpha }}}
{\displaystyle \csc \alpha ={\frac {1}{\sin \alpha }}}

Met de basisrelaties kan steeds een van de functies in een andere worden uitgedrukt, zij het slechts voor een rechthoekige driehoek. De 'kunst' bij goniometrie is dan ook vaak om een willekeurige driehoek of veelhoek op te delen in rechthoekige driehoeken, zodat de basisrelaties toegepast kunnen worden. De volgende 6 formules gelden voor {\displaystyle \alpha } tussen 0 en {\displaystyle \pi /2} radialen.
{\displaystyle \sin \alpha ={\sqrt {1-\cos ^{2}\alpha }}}
{\displaystyle \sin \alpha ={\frac {\tan \alpha }{\sqrt {1+\tan ^{2}\alpha }}}}
{\displaystyle \cos \alpha ={\sqrt {1-\sin ^{2}\alpha }}}
{\displaystyle \cos \alpha ={\frac {1}{\sqrt {1+\tan ^{2}\alpha }}}}
{\displaystyle \tan \alpha ={\frac {\sqrt {1-\cos ^{2}\alpha }}{\cos \alpha }}}
{\displaystyle \tan \alpha ={\frac {\sin \alpha }{\sqrt {1-\sin ^{2}\alpha }}}}

## Verdere omrekenregels
De som- en verschilregels:
{\displaystyle \sin(\alpha -\beta )=\sin \alpha \ \cos \beta -\cos \alpha \ \sin \beta }
{\displaystyle \sin(\alpha +\beta )=\sin \alpha \ \cos \beta +\cos \alpha \ \sin \beta }
{\displaystyle \cos(\alpha -\beta )=\cos \alpha \ \cos \beta +\sin \alpha \ \sin \beta }
{\displaystyle \cos(\alpha +\beta )=\cos \alpha \ \cos \beta -\sin \alpha \ \sin \beta }
{\displaystyle \tan(\alpha -\beta )={\frac {\tan \alpha -\tan \beta }{1+\tan \alpha \tan \beta }}}
{\displaystyle \tan(\alpha +\beta )={\frac {\tan \alpha +\tan \beta }{1-\tan \alpha \tan \beta }}}

Illustratie van de somregel.

Met α = β levert dat de verdubbelingsformules:
{\displaystyle \sin(2\alpha )=2\sin \alpha \cos \alpha }
{\displaystyle \cos(2\alpha )=\cos ^{2}\alpha -\sin ^{2}\alpha }
{\displaystyle \cos(2\alpha )=2\cos ^{2}\alpha -1}
{\displaystyle \cos(2\alpha )=1-2\sin ^{2}\alpha \ }
{\displaystyle \tan(2\alpha )={\frac {2\tan \alpha \ }{1-\tan ^{2}\alpha \ }}}
Voor het drievoud van een hoek volgt uit de somregels in combinatie met de regels voor de dubbele hoek het volgende:
{\displaystyle \sin(3\alpha )=3\sin \alpha -4\sin ^{3}\alpha }
{\displaystyle \cos(3\alpha )=4\cos ^{3}\alpha -3\cos \alpha }
{\displaystyle \tan(3\alpha )={\frac {3\tan \alpha -\tan ^{3}\alpha }{1-3\tan ^{2}\alpha }}}
De regels van Simpson zetten sommen om in producten (ontbinden in factoren):
{\displaystyle \cos \alpha +\cos \beta =2\cos {\frac {\alpha +\beta }{2}}\cos {\frac {\alpha -\beta }{2}}}
{\displaystyle \cos \alpha -\cos \beta =-2\sin {\frac {\alpha +\beta }{2}}\sin {\frac {\alpha -\beta }{2}}}
{\displaystyle \sin \alpha +\sin \beta =2\sin {\frac {\alpha +\beta }{2}}\cos {\frac {\alpha -\beta }{2}}}
{\displaystyle \sin \alpha -\sin \beta =2\cos {\frac {\alpha +\beta }{2}}\sin {\frac {\alpha -\beta }{2}}}
Verder geldt:
{\displaystyle \sin \alpha +\cos \alpha ={\sqrt {2}}\cos \left(\alpha -{\tfrac {1}{4}}\pi \right)={\sqrt {2}}\sin(\alpha +{\tfrac {1}{4}}\pi )}
{\displaystyle \sin \alpha -\cos \alpha =-{\sqrt {2}}\cos \left(\alpha +{\tfrac {1}{4}}\pi \right)={\sqrt {2}}\sin(\alpha -{\tfrac {1}{4}}\pi )}
Nuttig bij het integreren:
{\displaystyle \cos ^{2}\alpha ={\frac {1+\cos 2\alpha }{2}}}
{\displaystyle \sin ^{2}\alpha ={\frac {1-\cos 2\alpha }{2}}}
{\displaystyle \sec ^{2}\alpha =1+\tan ^{2}\alpha }
{\displaystyle \sin \alpha \cos \beta ={\tfrac {1}{2}}\sin(\alpha -\beta )+{\tfrac {1}{2}}\sin(\alpha +\beta )}
{\displaystyle \sin \alpha \sin \beta ={\tfrac {1}{2}}\cos(\alpha -\beta )-{\tfrac {1}{2}}\cos(\alpha +\beta )}
{\displaystyle \cos \alpha \cos \beta ={\tfrac {1}{2}}\cos(\alpha -\beta )+{\tfrac {1}{2}}\cos(\alpha \ +\beta \ )}
{\displaystyle \sin ^{2}\alpha \cos ^{2}\alpha ={\frac {1-\cos(4\alpha )}{8}}}

## Ezelsbruggetje
- SOL: sin α = overstaande rechthoekzijde ÷ langste zijde
- CAL: cos α = aanliggende rechthoekzijde ÷ langste zijde
- TOA: tan α = overstaande rechthoekzijde ÷ aanliggende rechthoekzijde

SOHCAHTOA in het Engels:
- SOH: sinus = opposite ÷ hypotenuse
- CAH: cosinus = adjacent ÷ hypotenuse
- TOA: tangent = opposite ÷ adjacent

## Goniotafel
- Zie voor een meer uitgebreide beschrijving Logaritmetafel

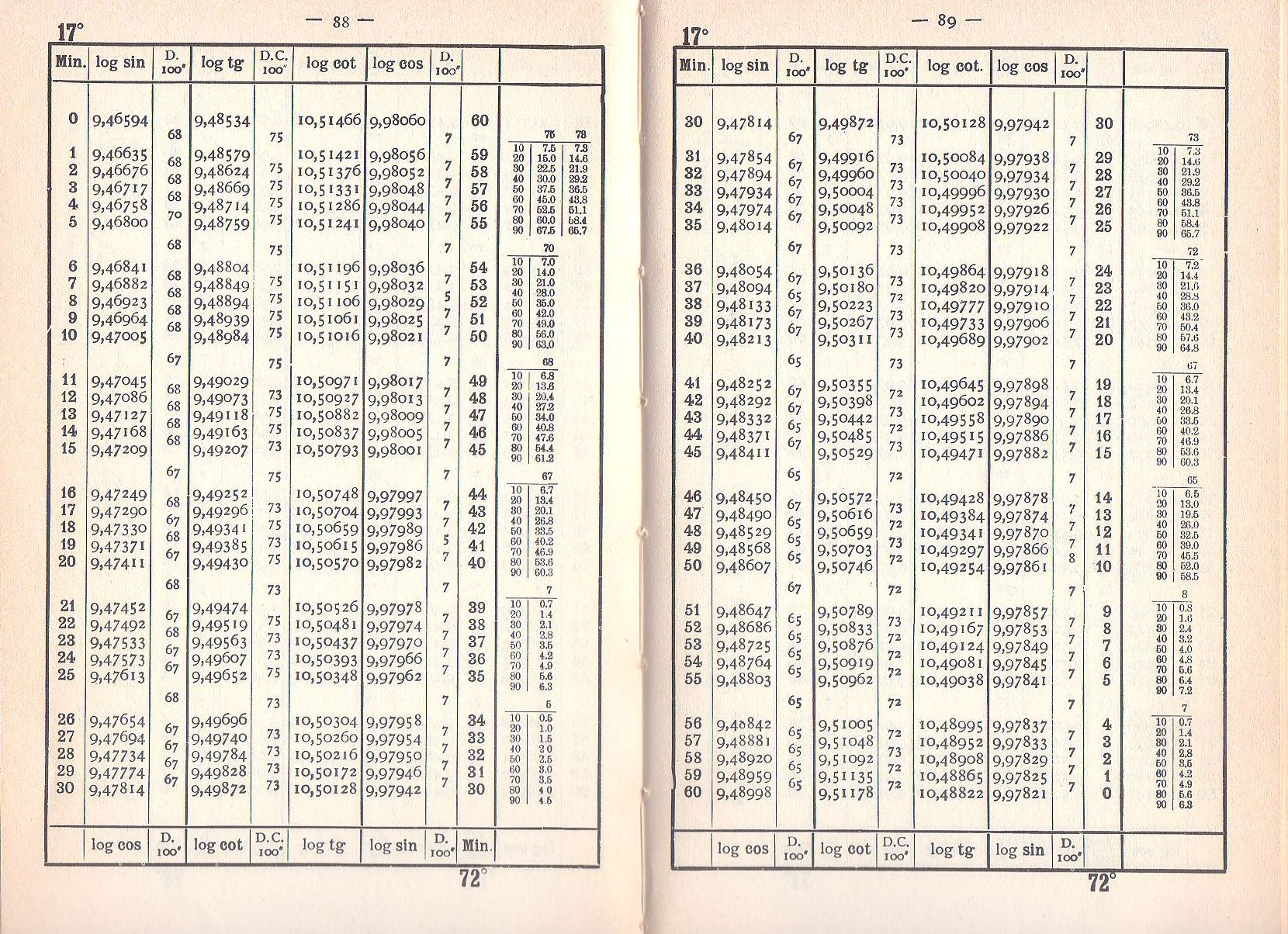
Voorbeeld uit goniometrische tafel 1963

Om de waarde te bepalen van een goniometrische functie bij een bepaalde hoek wordt gebruikgemaakt van een computer of rekenmachine. Vóór de introductie van deze hulpmiddelen werd gebruikgemaakt van een zogenaamde goniometrische tafel of kortweg een goniotafel. In een goniotafel, welke vaak was gecombineerd met een logaritmische tafel of logaritmetafel, werd voor de hoeken tussen 0 en 90 graden, met een verdere onderverdeling in minuten, de logaritmische waarden (log-waarden) gegeven voor de sin-, cos-, cotan- en tan-functie. Met de logaritmetafel kon deze waarde vervolgens worden omgezet in een reëel getal. Tussenliggende hoekwaarden kon men berekenen door te interpoleren. Grotere of negatieven hoeken kon men berekenen door gebruik te maken van de standaard goniometrische relaties.

## Goniometrische functies
Zie Goniometrische functie voor het hoofdartikel over dit onderwerp.
De goniometrische getallen kunnen bestudeerd worden als reële functies van hun argument. Meestal wordt daarbij het argument als hoek uitgedrukt in radialen, zodat de goniometrische functies periodiek zijn met periode {\displaystyle 2\pi } (of de helft daarvan in het geval van tangens en cotangens).
De sinus- en cosinusfunctie zijn begrensd omdat hun beeld het gesloten interval {\displaystyle [-1,1]} is. De tangens-, cotangens-, secans- en cosecansfunctie zijn onbegrensd en hebben periodiek terugkerende verticale asymptoten, die overeenkomen met gaten in hun domein (deling door 0 in de definitie).
Alle goniometrische functies zijn onbeperkt differentieerbaar op hun domein, en zelfs analytisch in de zin dat ze in de omgeving van elk punt gelijk zijn aan de reekssom van hun Taylorreeks. Als voorbeeld geven we hier de reeksontwikkeling van de sinusfunctie omheen het punt {\displaystyle x=0,} die absoluut convergeert voor willekeurige waarden van {\displaystyle x:}
{\displaystyle \sin(x)=\sum _{n=0}^{\infty }{\frac {(-1)^{n}}{(2n+1)!}}x^{2n+1}=x-{\frac {x^{3}}{3!}}+{\frac {x^{5}}{5!}}-{\frac {x^{7}}{7!}}+\ldots }
De afgeleide functie van de sinus is de cosinus; de afgeleide van de cosinus is het tegengestelde van de sinus. Verder geldt:
{\displaystyle \tan '(x)={\frac {1}{\cos ^{2}(x)}}=\sec ^{2}(x)}
{\displaystyle \cot '(x)={\frac {-1}{\sin ^{2}(x)}}=-\csc ^{2}(x)}
{\displaystyle \sec '(x)={\frac {\sin(x)}{\cos ^{2}(x)}}=\tan(x)\sec(x)}
{\displaystyle \csc '(x)={\frac {-\cos(x)}{\sin ^{2}(x)}}=-\cot(x)\csc(x)}
Wegens hun analyticiteit kunnen al deze functies worden voortgezet in de complexe getallen, en de hierboven aangehaalde verbanden en rekenregels blijven daarbij geldig. De periodiciteit geldt alleen in de reële richting, ze zijn dus niet dubbelperiodiek.

## Formule van Euler
Zie Formule van Euler voor het hoofdartikel over dit onderwerp.
De uitbreiding van de goniometrische functies naar de complexe getallen brengt de goniometrie in verband met de natuurlijke exponentiële functie. Dit verband komt heel precies tot uiting in de formule van Euler:
{\displaystyle e^{ix}=\cos(x)+i\sin(x)\ (x\in \mathbb {C} ).}
Deze formule kan omgedraaid worden tot een 'analytische' definitie van de sinus en de cosinus:
{\displaystyle \sin(x)={\frac {e^{ix}-e^{-ix}}{2i}}}
{\displaystyle \cos(x)={\frac {e^{ix}+e^{-ix}}{2}}}
Naar analogie hiermee worden, door weglating van alle optredens van de imaginaire eenheid {\displaystyle i} uit het rechterlid, de hyperbolische functies sinh en cosh gedefinieerd.

## Inverse functies

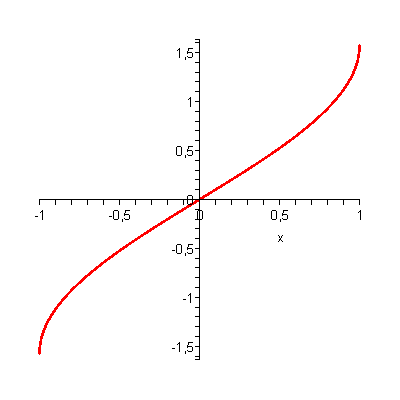
Arcsin(x): deze voert een getal (op de x-as) terug naar de bijbehorende hoek, hier in radialen (op de y-as).

Zie Cyclometrische functie voor het hoofdartikel over dit onderwerp.
De goniometrische functies zijn niet als dusdanig omkeerbaar omdat ze niet injectief zijn: verschillende hoeken hebben dezelfde waarde voor, pakweg, de sinus. Om toch een eenwaardige inverse te bekomen, beperkt men het domein van een reële goniometrische functie zodanig dat de beperkte functie één hoek op één waarde afbeeldt.
De sinus wordt beperkt tot {\displaystyle [-\pi /2,\pi /2]} en de inverse heet arcsinus (ook aangeduid als boogsinus, asin, arcsin, bgsin of sin−1) en heeft als domein {\displaystyle [-1,1].}
De cosinus wordt beperkt tot {\displaystyle [0,\pi ]} en heeft als inverse de arccosinus (boogcosinus, acos, arccos, bgcos of cos−1), eveneens met domein {\displaystyle [-1,1].}
De tangens beperkt tot het open inverval {\displaystyle (-\pi /2,\pi /2)} heeft als inverse de arctangens (atan, arctan, bgtan of tan−1) met domein heel {\displaystyle \mathbb {R} .}
De cotangens beperkt tot {\displaystyle (0,\pi )} heeft als inverse de arccotangens (arcot, bgcot of cot−1), eveneens met domein {\displaystyle \mathbb {R} .}
De secans beperkt tot {\displaystyle [0,\pi ]\setminus \{\pi /2\}} heeft als inverse de arcsecans (arcsec, bgsec of sec−1) met domein {\displaystyle (-\infty ,-1]\cup [1,+\infty ).}
De cosecans beperkt tot {\displaystyle [-\pi /2,\pi /2]\setminus \{0\}} heeft als inverse de arccosecans (arccsc, bgcsc of csc−1), eveneens met domein met domein {\displaystyle (-\infty ,-1]\cup [1,+\infty ).}
Zoals altijd kan de grafiek van een inverse functie worden bekomen uit die van de oorspronkelijke functie door {\displaystyle X}- en {\displaystyle Y}-assen te verwisselen (spiegeling ten opzichte van de bissectrice met vergelijking {\displaystyle x=y}).
Wegens de inverse functiestelling zijn de cyclometrische functies op het inwendige van hun domein differentieerbaar. Hun afgeleiden zijn niet langer goniometrische of cyclometrische, maar algebraïsche functies.